# Kaple Božského srdce Páně (Starobucké Debrné)
Kaple Božského srdce Páně, někdy uváděná jako kostel Božského srdce Páně, je římskokatolická kaple ve Starobuckém Debrném, části obce Nemojov. Patří do děkanství Dvůr Králové nad Labem. Vlastníkem kaple je obec Nemojov.

## Bohoslužby
Pravidelné bohoslužby se v kapli nekonají, koná se májová pobožnost.